# Mikhaïl Tukhatxevski
Mikhaïl Nikolaievitx Tukhatxevski (en rus: Михаил Николаевич Тухачевский, romanitzat: Mikhail Nikolayevich Tukhachevskiy , IPA: [tʊxɐˈtɕefsk] [tʊxɐˈtɕefsk] 16 de febrer (julià: 8 de febrer) de 1893 -  12 de juny de 1937), sobrenomenat el Napoleó Roig, va ser un general soviètic que va ser destacat entre 1918 i 1937 com a oficial i teòric militar. Més tard va ser executat durant els judicis de Moscou de 1936-1938.
Va servir com a oficial a la Primera Guerra Mundial de 1914–1917 i a la Guerra Civil Russa de 1917–1923, liderant la defensa del districte de Moscou (1918), comandant forces al Front Oriental (1918), comandant el Cinquè Exèrcit en la reconquesta de Sibèria d'Alexander Koltxak i dirigint les forces cosaques contra Anton Denikin (1920). De 1920 a 1921 va comandar el Front Occidental soviètic a la Guerra Poloneso-Soviètica. Les forces soviètiques sota el seu comandament van repel·lir amb èxit les forces poloneses de l'oest d'Ucraïna, fent-les retrocedir a Polònia, però l'Exèrcit Roig va patir una derrota als afores de Varsòvia, i la guerra va acabar amb una derrota soviètica. Tukhatxevski va culpar Iósif Stalin de la seva derrota a la Batalla de Varsòvia.
Més tard va servir com a cap d'estat major de l'Exèrcit Roig de 1925 a 1928, com a ajudant del Comissariat Popular de Defensa  després de 1934 i com a comandant del Districte Militar del Volga el 1937. Va aconseguir el rang de Mariscal de la Unió Soviètica el 1935.
Com a principal defensor de la modernització de l'armament soviètic i l'estructura de les forces de l'exèrcit durant les dècades de 1920 i 1930, va ser fonamental en el desenvolupament de l'aviació soviética i de les forces mecanitzades i aerotransportades. Com a teòric, va ser una força impulsora del desenvolupament soviètic de la teoria de les operacions en profunditat durant les dècades de 1920 i 1930. Les autoritats soviètiques van acusar Tukhatxevski de traïció i, després que confessés durant la tortura, va ser executat el 1937 durant les purgues militars de 1936-1938, liderades per Stalin i Nikolai Iejov.

## Biografia

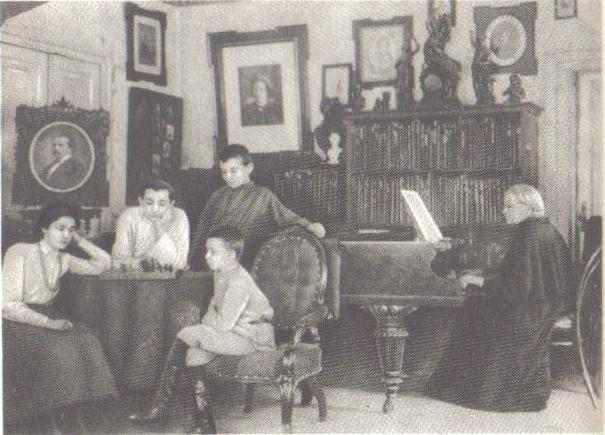
La família Tukhatxevski el 1904

Tukhatxevski va néixer a Alexandrovskoye, districte de Safonovsky (a l'actual óblast de Smolensk de Rússia), en una família de nobles hereditaris empobrits. La llegenda diu que la seva família descendia d'un comte flamenc que va acabar encallat a l'Orient durant les Croades i va prendre una esposa turca abans d'establir-se a Rússia. El seu besavi Alexander Tukhachevski (1793–1831) va servir com a coronel a l'Exèrcit Imperial Rus. Era d' ètnia russa. Després d'assistir al Cos de Cadets el 1912, va passar a l'Escola Militar Aleksandrovskoie, on es va graduar el 1914.

### Primera Guerra Mundial
A l'inici de la Primera Guerra Mundial, es va unir al Regiment de la Guàrdia Semienovski (juliol de 1914) com a sotstinent, declarant:
| « | Estic convençut que tot el que cal per aconseguir el que vull és valentia i autoconfiança. Certament tinc prou autoconfiança... Em vaig dir a mi mateix que o seré general als trenta anys o que no seré viu aleshores. | » |

Fet presoner per l'exèrcit imperial alemany el febrer de 1915, Tukhatxevski va escapar quatre vegades dels camps de presoners de guerra i finalment va ser retingut com a fugitiu incorregible a la fortalesa d'Ingolstadt, a Baviera.

### Captiveri a Ingolstadt
Parlava francès amb fluïdesa, i allà va conèixer el periodista Remy Roure i va compartir cel•la amb el capità Charles de Gaulle. Tukhatxevski tocava el violí, atacava les creences nihilistes i parlava en contra dels cristians i els jueus, a qui anomenava gossos que "escampaven les seves puces per tot el món". Més tard, en diverses obres, va familiaritzar els russos amb el pensament militar de De Gaulle. Roure, sota el pseudònim de Pierre Fervacque, va escriure sobre la seva trobada amb Tukhatxevski. Va informar que Tukhatxevski lloava molt Napoleó, i també en una conversa determinada, Tukhatxevski va dir que odiava els jueus per portar el cristianisme i la "moralitat del capital" a Rússia.Roure li va preguntar llavors si era socialista, i ell va respondre:
| « | Socialista? Certament que no! Quina necessitat de classificació teniu! A més, els grans socialistes són jueus i la doctrina socialista és una branca del cristianisme universal. Jo em ric dels diners, i que la terra estigui dividida o no m'és igual. Els bàrbars, els meus avantpassats, vivien en comú, però tenien caps. No, detesto els socialistes, els jueus i els cristians. | » |

Segons Roure, Tukhatxevski va dir que només seguiria Lenin si "deseuropeitzava i llançava Rússia a la barbàrie", però temia que Lenin no ho fes. Després de despotricar sobre com podia utilitzar el marxisme com a justificació per assegurar els objectius territorials dels tsars i consolidar la posició de Rússia com a potència mundial, va riure i va dir que només estava fent broma. Roure va dir que el riure tenia un to irònic i desesperat.
En una altra ocasió, després de la Revolució de Febrer, Roure va observar Tukhatxevski tallant un "ídol espantós de cartró de colors", amb "ulls ardents", una "boca oberta" i un "nas estrany i terrible". Va preguntar sobre el seu propòsit, a la qual cosa Tukhatxevski va respondre:
| «            | «Aquest és Perun. Una persona poderosa. Aquest és el déu de la guerra i la mort.» I Mikhaïl es va agenollar davant seu amb una serietat còmica. Vaig esclatar a riure. «No riguis», va dir, aixecant-se de genolls. – Ja t'he dit que els eslaus necessiten una nova religió. Se'ls dóna el marxisme, però hi ha massa modernisme i civilització en aquesta teologia. (...) Hi ha Dajbog, el déu del Sol, Stribog, el déu del Vent, Veles, el déu de les arts i la poesia, i finalment, Perun, el déu del tro i el llamp. Després d'una mica de deliberació, em vaig decidir per Perun, ja que el marxisme, havent guanyat a Rússia, desencadenarà guerres despietades entre els pobles. Honoraré Perun cada dia. | » |
| — Rémy Roure | |   |

L'aparent neopaganisme de Tukhatxevski també va ser corroborat per un altre presoner d'Ingolstadt, Nikolai Alexandrovich Tsurikov, que va recordar que una vegada va veure un "espantaocells" a la cantonada de la cel•la de Tukhatxevski, i quan li va preguntar què era, Tukhatxevski va respondre (al que Tsurikov va interpretar com un fort sarcasme) que era una efígie de Yarilo (el déu eslau de la vegetació, la fertilitat i la primavera), que havia creat durant el Carnestoltes.
Tukhatxevski mai va negar i fins i tot va confirmar més tard aquelles històries sobre el seu empresonament a Alemanya, però sempre va dir que era políticament immadur el 1917 i que lamentava molt les seves primeres opinions. A França el 1936, quan es va veure confrontat amb el que Roure va escriure sobre ell, va dir que havia llegit el seu llibre i va declarar el següent:
| « | Encara era molt jove... un novell en política, i tot el que coneixia de revolucions era l'última fase de la revolució ciutadana a França: el bonapartisme, els triomfs militars del qual em van omplir d'una admiració sense límits. (...) Mai penso en les meves opinions a Ingolstadt sense lamentar-les, ja que podrien fer dubtar de la meva devoció a la pàtria soviètica. Aprofito la nostra reunió per dir-vos els meus veritables sentiments.. | » |

Tant si Tukhatxevski va renunciar realment a les seves antigues opinions com si no, l'afirmació que era un bolxevic de ple dret quan s'hi va unir probablement no és certa.
La cinquena fugida de Tukhatxevski va tenir èxit, i després de creuar la frontera suïsso-alemanya i portar amb ell alguns petits ídols pagans, va tornar a Rússia el setembre de 1917. Després de la Revolució d'Octubre de 1917, Tukhatxevski es va unir als bolxevics i va tenir un paper clau a l'Exèrcit Roig malgrat la seva noble ascendència.

### Guerra Civil Russa

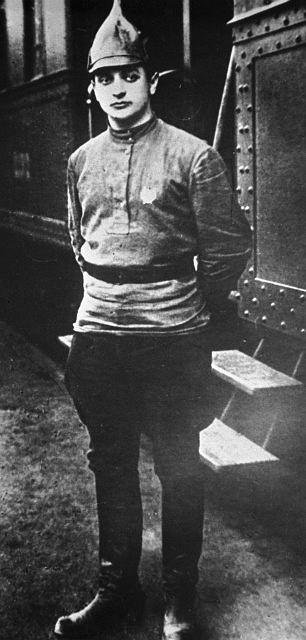
Tukhatxevski el 1920

Va esdevenir oficial del recentment establert Exèrcit Roig i va ascendir ràpidament de rang gràcies a la seva gran habilitat. Durant la Guerra Civil Russa, se li va encomanar la responsabilitat de defensar Moscou. El comissari de Defensa bolxevic, Lev Trotski, va donar a Tukhatxevski el comandament del 5è Exèrcit el 1919, i va liderar la campanya per capturar Sibèria de les forces blanques anticomunistes d'Aleksandr Koltxak. Tukhatxevski va utilitzar atacs concentrats per explotar els flancs oberts de l'enemic i amenaçar-los amb l'embolcall. Segons el confident proper de Tukhatxevski, Leonid Sabaneiev, quan Tukhatxevski estava al servei del Departament Militar del Comitè Executiu Central de Tota Rússia el 1918, en la seva última demostració oberta de [[neopaganisme]+, Tukhatxevski va elaborar un projecte per a la destrucció del cristianisme i la restauració del paganisme eslau. Amb aquesta finalitat, Tukhatxevski va presentar un memoràndum sobre la declaració del paganisme com a religió estatal de la Rússia soviètica, que tot i que va ser objecte de burla, també va rebre una discussió seriosa al Petit Consell de Comissaris del Poble, que va elogiar Tukhatxevski per la seva "broma" i el seu compromís amb l'ateisme. Sabaneiev va observar que Tukhatxevski semblava "tan feliç com un escolar que acabava d'aconseguir una broma".
També va ajudar a derrotar el general Anton Denikin a Crimea el 1920 en la realització de les operacions finals. El febrer de 1920, va llançar una ofensiva al Kuban i va utilitzar la cavalleria per interrompre la rereguarda enemiga. En la retirada que va seguir, la força de Denikin es va desintegrar i Novorossiysk va ser evacuada precipitadament.
En la fase final de la guerra civil, Tukhatxevski va comandar el  7è Exèrcit durant la supressió de la rebel·lió de Kronstadt el març de 1921. També va comandar l'assalt contra la República de Tambov entre 1921 i 1922.

### Guerra Poloneso-Soviètica

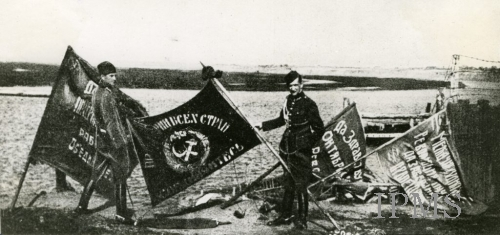
Soldats polonesos exhibint banderes de batalla soviètiques capturades després de la batalla de Varsòvia el 1920

Tukhatxevski va comandar la invasió soviètica de Polònia durant la Guerra Poloneso-Soviètica el 1920. En el període previ a les hostilitats, va concentrar les seves tropes prop de Vitebsk, que va anomenar teatralment "Les Portes de Smolensk". Quan va donar ordres a les seves tropes per creuar la frontera, Tukhatxevski va dir: "El destí de la revolució mundial s'està decidint a occident: el camí condueix sobre el cadàver de Polònia a una conflagració universal... Cap a Vilnius, Minsk i Varsòvia, endavant!" 
Segons Richard M. Watt, "L'audàcia de l'ofensiva de Tukhatxevski cap a l'oest va ser la clau del seu èxit. L'Alt Comandament Soviètic va enviar 60.000 homes com a reforços, però Tukhatxevski mai es va aturar per deixar-los atrapar. Els seus exèrcits deixaven enrere un nombre més gran de soldats endarrerits cada dia, però Tukhatxevski ignorava aquestes pèrdues. Els seus serveis de subministrament eren un caos i la seva rereguarda amb prou feines existia com a entitat organitzada, però Tukhatxevski no es preocupava; els seus homes viurien de la terra. El dia que les seves tropes van capturar Minsk, va sorgir un nou crit: "Doneu-nos Varsòvia!"  Tukhatxevski estava decidit a donar-los el que volien. Considerant-ho tot, l'actuació de Tukhatxevski va ser una demostració virtuosa d'energia, determinació i, de fet, temeritat." 
Els seus exèrcits van ser derrotats per Józef Piłsudski a les afores de Varsòvia. Va ser durant la guerra de Polònia que Tukhatxevski va entrar per primera vegada en conflicte amb Iósif Stalin. Tots dos es van culpar mútuament del fracàs soviètic a l'hora de capturar Varsòvia. Tukhatxevski es va lamentar més tard:
| « | No hi ha dubte que si haguéssim sortit victoriosos al Vístula, els focs revolucionaris haurien arribat a tot el continent.. | » |

El seu llibre sobre la guerra va ser traduït al polonès i publicat, juntament amb un llibre de Piłsudski.

### La reforma de l'Exèrcit Roig

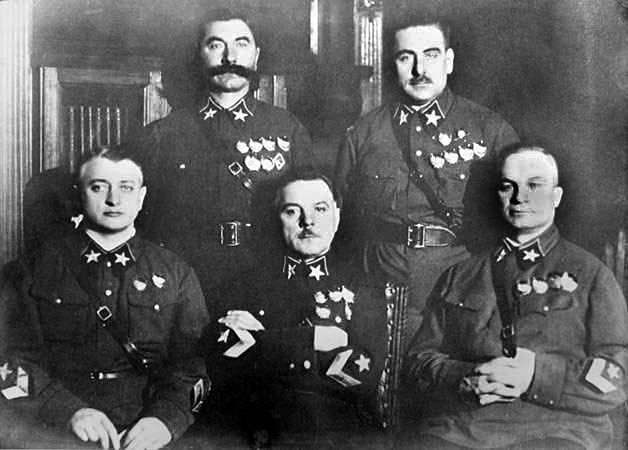
Tukhatxevski amb els altres quatre primers mariscals de la Unió Soviètica el novembre de 1935. (d'esquerra a dreta): Tukhatxevski, Semió Budionni, Kliment Voroixílov, Vasili Bliukher i Aleksandr Iegórov. Només Budyonni i Voroixílov van sobreviure a la Gran Purga.

Tukhatxevski va criticar ferventment l'actuació de l'Exèrcit Roig durant les maniobres d'estiu de 1926. Va criticar la incapacitat dels oficials per determinar quin curs d'acció prendre i comunicar-ho amb les seves tropes amb especial duresa. Tukhatxevski va assenyalar que faltava iniciativa entre els oficials, que responien lentament als canvis de situació i que la comunicació era deficient. Això no era purament culpa dels oficials, ja que l'única forma de comunicació des del quarter general de la unitat local fins a les posicions de camp era una única línia telefònica. En canvi, les divisions alemanyes que es van mobilitzar poc després durant el període d'entreguerres tenien telèfons, ràdio, missatgers a cavall, en bicicleta i en motocicleta, llums de senyalització, banderes i trossos de tela, i els missatges es transmetien principalment als avions.
Tukhatxevski va arribar al càrrec de primer comissari adjunt de defensa davant el comissari de defensa Kliment Voroixílov. A Voroixílov no li agradava Tukhatxevski i més tard seria un dels iniciadors de la Gran Purga en què Tukhatxevski va ser executat. Segons Georgi Júkov, va ser Tukhatxevski, no Voroixílov, qui dirigia el ministeri a la pràctica. A Voroixílov no li agradava Tukhatxevski, però la seva percepció de la doctrina militar es va veure significativament afectada per les idees de Tukhatxevski.
Segons Simon Sebag Montefiore, Stalin considerava Tukhatxevski el seu rival més acèrrim i el va anomenar Napoleonchik ("Napoleonet"). Quan Stalin va ascendir a la direcció del partit el 1929, va començar a rebre denúncies d'oficials superiors que desaprovaven les teories tàctiques de Tukhatxevski. El 1930, el Directori Polític Estatal Conjunt va obligar dos oficials a declarar que Tukhatxevski estava conspirant per enderrocar el Politburó mitjançant un cop d'estat.
Segons Montefiore:
| « | El 1930, això potser era massa escandalós fins i tot per als bolxevics. Stalin, encara no dictador, va posar a prova el seu poderós aliat Sergo Ordjonikidze: "Només Mólotov, jo mateix i ara tu ho saps... És possible? Quin negoci! Parla'n amb Mólotov...". Tanmateix, Sergo no arribaria tan lluny. No hi hauria detenció ni judici de Tukhatxevski el 1930: el comandant "resulta estar 100% net", va escriure Stalin sense sinceritat a Mólotov a l'octubre, "Això està molt bé". És interessant que set anys abans del Gran Terror, Stalin estava provant les mateixes acusacions contra les mateixes víctimes –un assaig general per al 1937– però no va aconseguir el suport. Els arxius revelen una seqüela fascinant: un cop va entendre la modernitat ambiciosa de les estratègies de Tukhatxevski, Stalin es va disculpar amb ell: "Ara la qüestió s'ha aclarit per a mi, he d'admetre que el meu comentari era massa fort i les meves conclusions no eren gens correctes. | » |

Tukhatxevski va escriure més tard diversos llibres sobre la guerra moderna. El 1931, després que Stalin hagués acceptat la necessitat d'un exèrcit industrialitzat, Tukhatxevski va rebre un paper destacat en la reforma de l'exèrcit. Tukhatxevski tenia idees avançades sobre estratègia militar, en particular sobre l'ús de tancs i avions en operacions combinades.
Tukhatxevski es va interessar molt per les arts i es va convertir en un mecenes polític i amic íntim del compositor Dmitri Xostakóvitx; es van conèixer el 1925 i posteriorment van tocar música junts a casa de Tukhatxevski (Tukhatxevski tocava el violí). El 1936, la música de Xostakóvitx va ser atacada després que Pravda denunciés la seva òpera Lady Macbeth de Mtsensk. Tanmateix, Tukhatxevski va intervenir davant Stalin en nom del seu amic. Després de la detenció de Tukhatxevski, es va pressionar Xostakóvitx perquè el denunciés, però Xostakóvitx es va salvar de fer-ho pel fet que l'investigador mateix va ser arrestat.

### Teoria de l'operació profunda

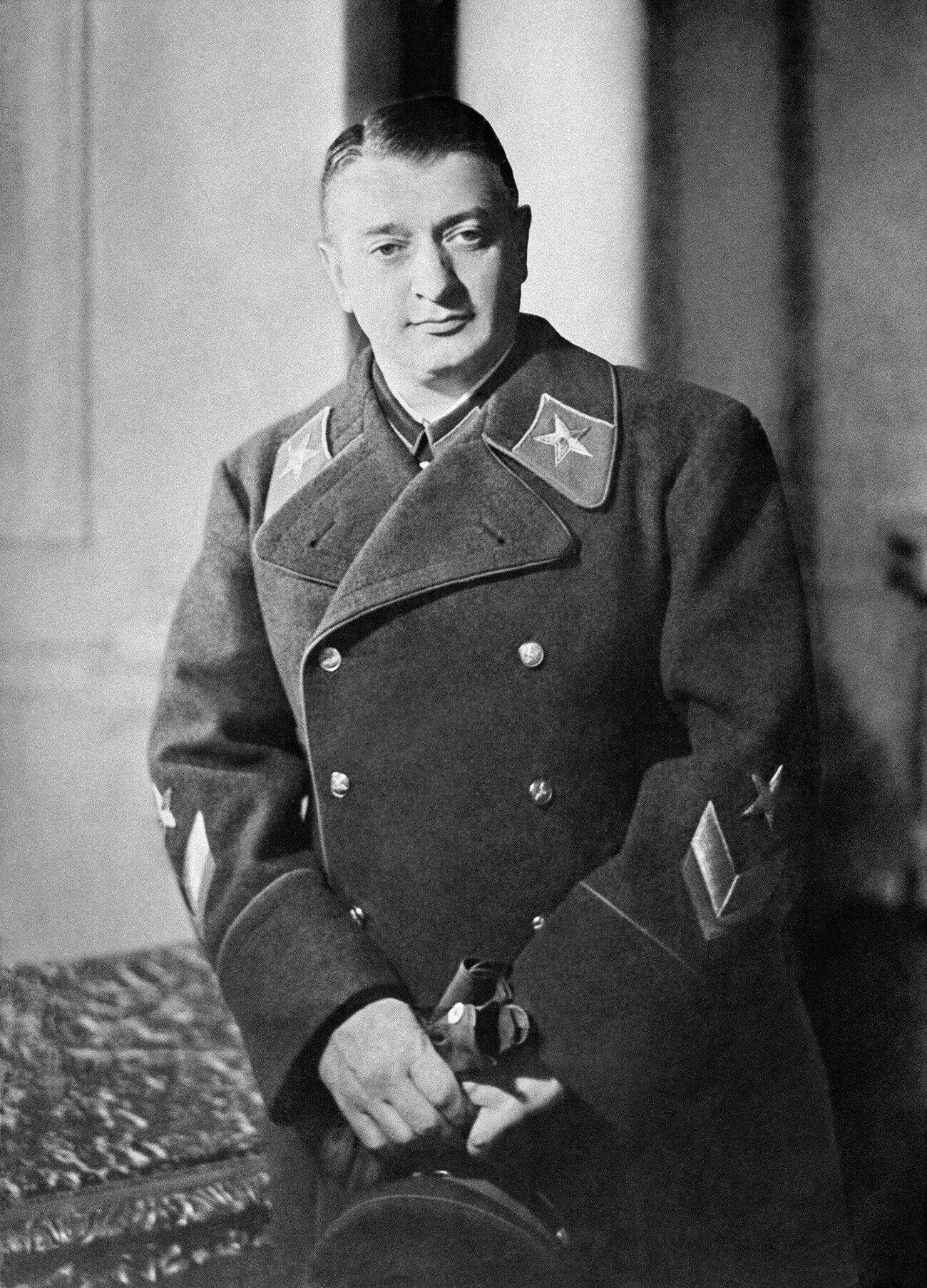
Tukhatxevski el 1936

Sovint s'atribueix a Tukhatxevski la teoria de l'operació profunda en què les formacions d'armes combinades ataquen profundament darrere les línies enemigues per destruir la rereguarda i la logística de l'enemic, però el seu paper exacte no està clar i es discuteix a causa de l'escassetat de fonts de primera mà, i les seves obres publicades contenen només quantitats limitades de teoria sobre el tema. Algunes persones a l'establishment militar s'hi oposaven les teories, però l'Exèrcit Roig va adoptar-les en gran mesura a mitjans de la dècada de 1930. Es van expressar com un concepte al Reglament de Camp de l'Exèrcit Roig de 1929 i es van desenvolupar més completament a les Instruccions sobre Batalla Profunda de 1935. El concepte finalment es va codificar a l'exèrcit el 1936 al Reglament Provisional de Camp de 1936. Un exemple primerenc de l'eficàcia potencial de les operacions profundes es pot trobar en la victòria soviètica sobre el Japó a la batalla de Khalkhin Gol en què un Cos soviètic sota el comandament de Zhukov va derrotar una força japonesa substancial a l'agost i setembre de 1939 a Nomonhan.
Sovint s'afirma que les purgues generalitzades del cos d'oficials de l'Exèrcit Roig entre 1937 i 1939 van fer que l'"operació profunda" caigués breument en desgràcia. Tanmateix, sens dubte va ser una part important de la doctrina soviètica després que la seva eficàcia fos demostrada per la batalla de Khalkin Gol i l'èxit d'operacions alemanyes similars a Polònia i França. La doctrina es va utilitzar amb gran èxit durant la Segona Guerra Mundial al front oriental en victòries com la batalla de Stalingrad i l'operació Bagration.

### Caiguda i mort

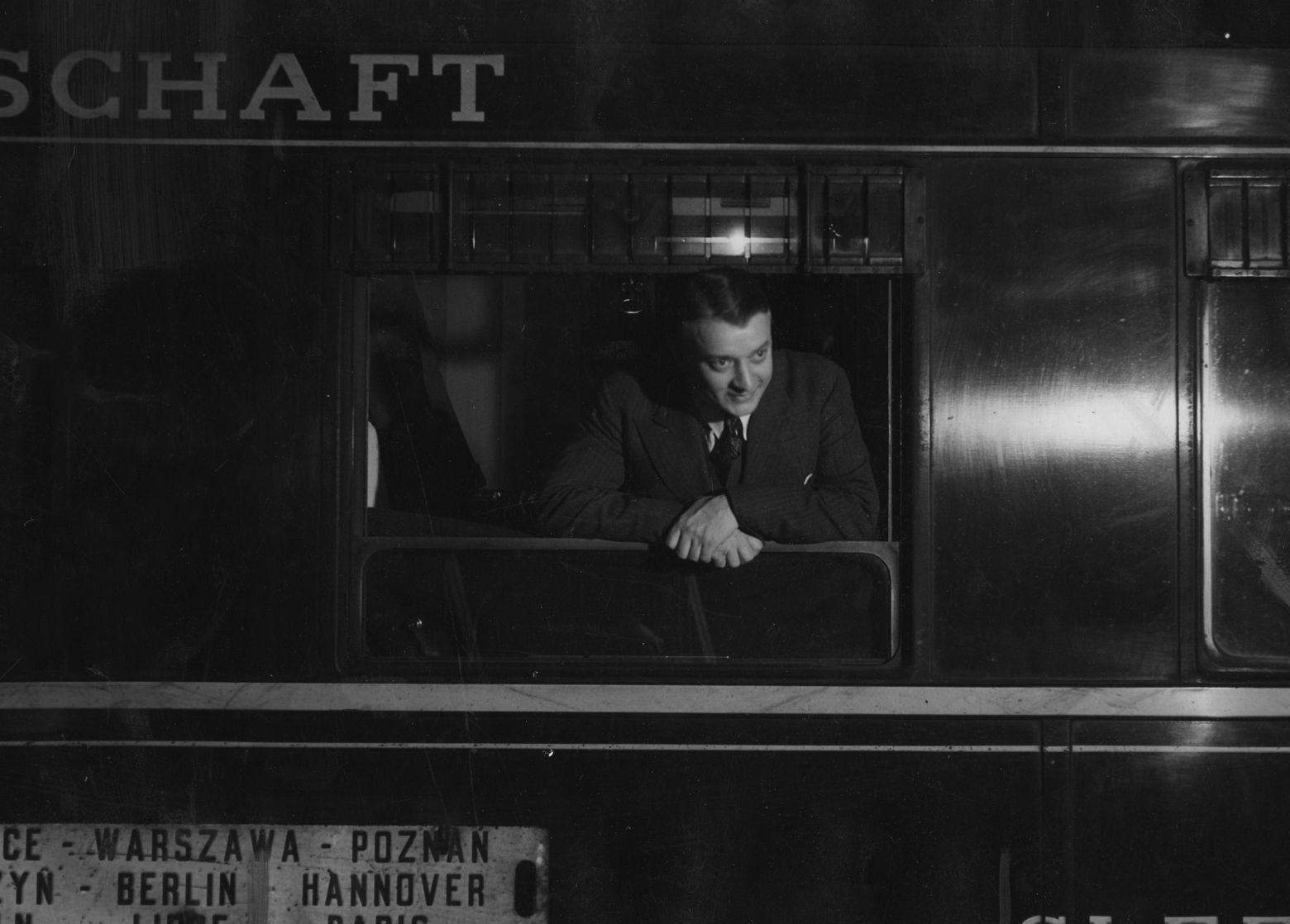
Tukhatxevski a l'estació de tren de Varsòvia, de camí a Londres, 1936

El 20 de novembre de 1935, Tukhatxevski va ser nomenat mariscal de la Unió Soviètica quan tenia 42 anys. El gener de 1936, Tukhatxevski va visitar el Regne Unit, França i Alemanya.
Just abans de la seva detenció, Tukhatxevski va ser rellevat del seu càrrec com a ajudant del mariscal Voroixílov i va ser nomenat comandant militar del districte militar del Volga. Poc després de marxar per assumir el seu nou comandament, va ser arrestat en secret el 22 de maig de 1937 i portat de tornada a Moscou en una furgoneta de presó.
L'interrogatori i la tortura de Tukhatxevski van ser supervisats directament pel cap de l'NKVD, Nikolai Iejov. Stalin va instruir Iejov: "Comprova-ho tu mateix, però Tukhatxevski hauria de ser obligat a explicar-ho tot... És impossible que actués sol".
Segons Montefiore, uns dies més tard, mentre Iejov entrava i sortia del despatx de Stalin, un Tukhatxevski destrossat va confessar que Avel Ienukidze l'havia reclutat el 1928 i que era un agent alemany que cooperava amb Nikolai Bukharin per prendre el poder. La confessió de Tukhatxevski, que sobreviu als arxius, està tacada amb un esprai marró que més tard es va descobrir que estava esquitxat de sang per un cos en moviment.

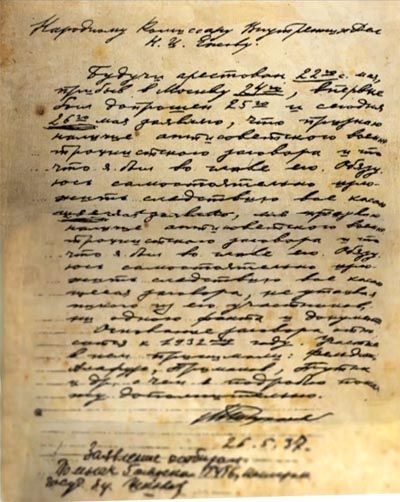
La confessió tacada de sang de Tukhatxevski

Stalin va comentar: «És increïble, però és un fet, ho admeten».
L'11 de juny de 1937, el Tribunal Suprem de la Unió Soviètica va convocar un tribunal militar especial per jutjar Tukhatxevski i vuit generals per traïció. El judici es va anomenar el Cas de l'Organització Militar Trotskista Antisoviètica. En sentir les acusacions, es va sentir a Tukhatxevski dir: "Sento que estic somiant". La majoria dels jutges també estaven aterrits. Es va sentir a un comentar: "Demà em posaran al mateix lloc".
A les 11:35 d'aquella nit, tots els acusats van ser declarats culpables i condemnats a mort. Stalin, que esperava el veredicte amb Iejov, Mólotov i Làzar Kaganóvitx, ni tan sols va examinar les transcripcions. Simplement va dir: "D'acord".
En menys d'una hora, el capità de l'NKVD Vassili Blokhín va fer sortir Tukhatxevski de la seva cel·la. Mentre Iejov observava, l'exmariscal va rebre un tret al clatell.
Immediatament després, Iejov va ser cridat a la presència de Stalin. Stalin va preguntar: "Quines van ser les últimes paraules de Tukhatxevski?"  Iejov va respondre: "La serp va dir que estava dedicat a la Pàtria i al camarada Stalin. Va demanar clemència. Però era obvi que no estava sent sincer, no havia deixat les armes".

## Conseqüències

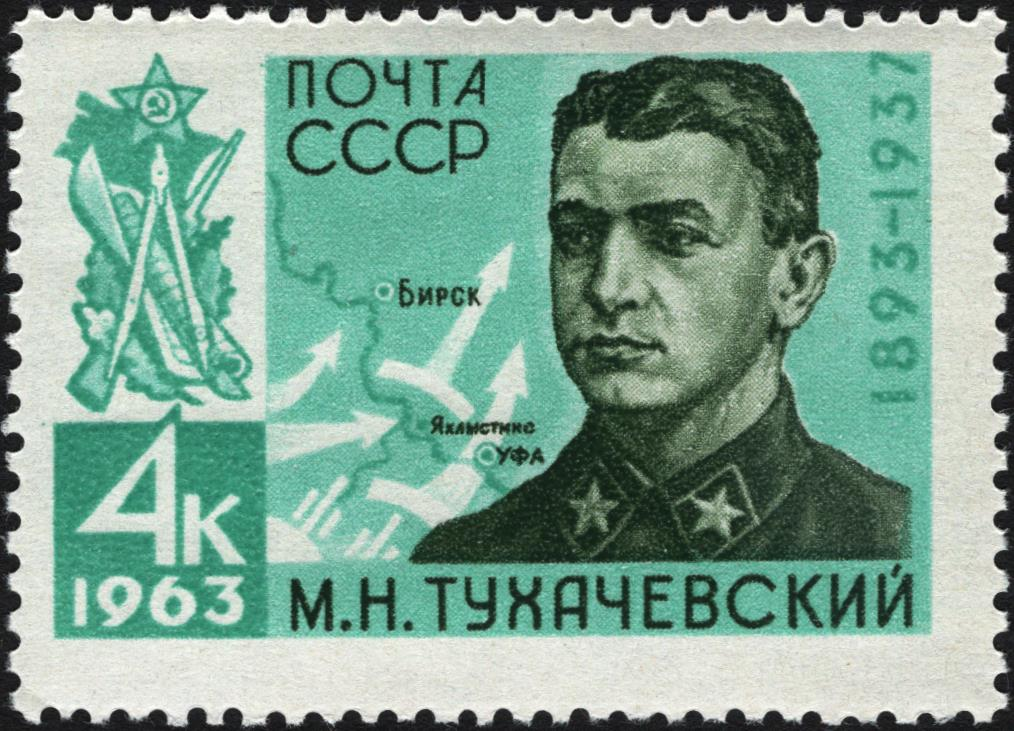
Segell soviètic de 1963 amb Tukhatxevski

Tots els membres de la família de Tukhatxevski van patir després de la seva execució. La seva dona, Nina Tukhachevskaya, i els seus germans Alexandr i Nikolai, tots dos instructors en una acadèmia militar soviètica, van ser afusellats. Tres de les seves germanes van ser enviades al Gulag . La seva filla Svetlana, que tenia 15 anys quan va ser executat, va viure a l'orfenat Nizhneisetsky de Sverdlovsk (actualment Iekaterinburg ) i després al Gulag fins al desglaç de Khrusxov. Després es va traslladar a Moscou i va morir el 1982.
«Stalin ha assestat un cop terrible a l'Exèrcit Roig. Com a resultat de l'últim enfrontament judicial, ha perdut diversos colzes d'alçada. Els interessos de la defensa soviètica han estat sacrificats en interès de l'autopreservació de la camarilla governant.»
Lev Trotski va descriure Tukhatxevski pòstumament com un "talent excepcional" per les seves habilitats estratègiques i va veure la purga de l'Exèrcit Roig per la burocràcia estalinista com un mitjà per preservar la seva posició política.
Abans del Discurs Secret de Nikita Khrusxov el 1956, Tukhatxevski era considerat oficialment un feixista i quintacolumnista. Els diplomàtics i partidaris soviètics a Occident van promulgar amb entusiasme aquesta opinió. Aleshores, el 31 de gener de 1957, Tukhatxevski i els seus coacusats van ser declarats innocents de tots els càrrecs i van ser rehabilitats.
Tot i que el processament de Tukhatxevski es considera gairebé universalment una farsa, les motivacions de Stalin continuen sent debatudes. En el seu llibre de 1968 El gran terror, l'historiador britànic Robert Conquest acusà els líders del Partit Nazi Heinrich Himmler i Reinhard Heydrich de falsificar documents que implicaven Tukhatxevski en una conspiració antiestalinista amb l'Estat Major de la Wehrmacht, per debilitar la capacitat defensiva dels soviètics. Els documents, va dir Conquest, es van filtrar al president Edvard Beneš de Txecoslovàquia, que els va passar a la Unió Soviètica per canals diplomàtics. La tesi de Conquest d'una conspiració de les SS per incriminar Tukhatxevski es basava en les memòries de Walter Schellenberg i Beneš.
El 1989, el Politburó del Partit Comunista de la Unió Soviètica va anunciar que s'havien trobat noves proves als arxius de Stalin que indicaven les intencions de la intel•ligència alemanya de fabricar desinformació sobre Tukhatxevski amb l'objectiu d'eliminar-lo. "El coneixement de les característiques personals de Stalin, com la paranoia i la sospita extrema, havia estat possiblement el factor més important."
Segons l'opinió d'Igor Lukes, que va dur a terme un estudi sobre el tema, van ser Stalin, Kaganovich i Iejov els qui van inventar la "traïció" de Tukhatxevski. Per ordre de Iejov, l'NKVD havia donat instruccions a un conegut agent doble, Nikolai Skoblin, perquè filtrés al Sicherheitsdienst (SD) de Heydrich informació inventada que suggeria un complot de Tukhatxevski i els altres generals soviètics contra Stalin.
Veient l'oportunitat de donar un cop a l'exèrcit soviètic, Heydrich va actuar immediatament sobre la informació i es va comprometre a millorar-la. Les falsificacions de Heydrich es van filtrar posteriorment als soviètics a través de Beneš i altres nacions neutrals. Mentre que l'SD creia que havia enganyat Stalin amb èxit perquè executés els seus millors generals, en realitat, només havia servit com a peó inconscient de l'NKVD soviètic. Irònicament, les falsificacions de Heydrich mai es van utilitzar al judici. En canvi, els fiscals soviètics es van basar en "confessions" signades que van ser arrencades als acusats.
El 1956, el desertor de l'NKVD, Aleksandr Mikhaïlovitx Orlov, va publicar un article a la revista Life (revista)|Life]] amb el títol "El sensacional secret darrere de la condemna de Stalin". La història afirmava que els agents de l'NKVD havien descobert documents als arxius tsaristes de l'Okhrana que demostraven que Stalin havia estat un informant. A partir d'aquest coneixement, els agents de l'NKVD havien planejat un cop d'estat amb Tukhatxevski i altres oficials superiors de l'Exèrcit Roig. . Segons Orlov, Stalin va descobrir la conspiració i va utilitzar Iejov per executar els responsables. L'article enumera la carta d'Eremin com a prova documental que Stalin formava part de l'Okhrana, però la majoria dels historiadors coincideixen que és una falsificació.
Simon Sebag Montefiore, que ha dut a terme una extensa investigació en arxius soviètics, afirma:
| « | Stalin no necessitava ni desinformació nazi ni misteriosos fitxers d'Okhrana per convèncer-lo de destruir Tukhatxevski. Al cap i a la fi, havia jugat amb la idea ja el 1930, tres anys abans que Hitler prengués el poder. A més, Stalin i els seus sequaços estaven convençuts que s'havia de desconfiar dels oficials i exterminar-los físicament a la més mínima sospita. En una nota sense data, va recordar a Voroixílov els oficials arrestats l'estiu de 1918. "Aquests oficials", va dir, "els volíem disparar en massa". Res no havia canviat. | » |

S'ha especulat que la raó per la qual Stalin va fer executar Tukhatxevski i altres generals d'alt rang va ser eliminar una amenaça potencial al seu poder polític. En última instància, Stalin i Iejov van orquestrar l'arrest i l'execució de milers d'oficials militars soviètics, així com de cinc dels vuit generals que van presidir el judici espectacle de Tukhatxevski.
Mentre que en el moment de la seva mort l'Exèrcit Roig encara estava fermament sota el control de la cavalleria, Tukhatxevski havia canviat la mentalitat de l'Exèrcit Roig de manera força significativa. Mentre molts metralladors eren arrestats i el mariscal Budionni parlava a favor de la cavalleria, persones influents, fins i tot inclòs el mariscal Voroixílov, sota el qual va servir Tukhatxevski i que va participar en les detencions, van començar a qüestionar la posició de la cavalleria dins de l'Exèrcit Roig. Tanmateix, el cavall va romandre arrelat a l'Exèrcit Roig. En temps de pau, la cavalleria tenia sentit per a l'Exèrcit Roig; era eficaç en accions més petites i accions de seguretat interna, hi havia molts genets disponibles sense requerir un entrenament significatiu, i hi havia els records de l'eficàcia de la cavalleria durant la Guerra Civil, tot això va ajudar el cavall a mantenir la seva posició central dins de l'Exèrcit Roig. Quan va començar la Segona Guerra Mundial es van establir unitats mixtes, que incloïen tant cavalleria com tancs; aquestes van tenir un paper central en l'ús de la doctrina d'operacions profundes durant la Segona Guerra Mundial.

## Honors i premis
Premis imperials
- Orde de Santa Anna, 2a classe amb espases, també guardonada amb 3a classe amb espases i arc; i 4a classe amb la inscripció "Per Coratge
- Orde de Sant Estanislau, 2a classe amb espases, també guardonada amb 3a classe amb espases i arc
- Orde de Sant Vladimir, 4a classe amb espases

Premis soviètics
- Orde de Lenin (21 de febrer de 1933)
- Orde de la Bandera Roja (7 d'agost de 1919)
- Arma revolucionària honorària (17 de desembre de 1919)